# Gustav Wagner
Gustav Wagner (ur. 18 lipca 1911 w Wiedniu, zm. 3 października 1980 w Atibaia) – austriacki nazista, SS-Oberscharführer, uczestnik akcji T4, członek personelu ośrodka zagłady w Sobiborze, w którym pełnił funkcję Spiessa („szefa kompanii”) i był uważany za najokrutniejszego z esesmanów, po wojnie ukrywał się w Syrii i Brazylii, zdemaskowany w 1978 roku przez „łowcę nazistów” Szymona Wiesenthala, zmarł w niejasnych okolicznościach w październiku 1980 roku.

## Życiorys

### Młodość i udział w akcji T4
Urodził się w Wiedniu. W 1931 roku wstąpił do austriackiej NSDAP. Po jej delegalizacji został zatrzymany pod zarzutem rozklejania nazistowskich plakatów i malowania na murach znaku swastyki. W 1934 roku, w obawie przed kolejnym aresztowaniem, zbiegł na terytorium III Rzeszy. Wstąpił do SA, a później także do SS  (numer członkowski 276 962). 
W 1940 roku zgłosił się na ochotnika do udziału w akcji T4, czyli tajnym programie eksterminacji osób psychicznie chorych i niepełnosprawnych umysłowo . Pracował w „ośrodkach eutanazji” w Hadamarze i Hartheim.

### Sobibór
Podobnie jak wielu innych uczestników akcji T4 otrzymał przydział do personelu akcji „Reinhardt”. W marcu  lub w kwietniu 1942 roku rozpoczął służbę w nowo utworzonym obozie zagłady w Sobiborze. Był jednym z najwyżej postawionych członków załogi; w publikacjach poświęconych Sobiborowi bywa określany mianem sierżanta kwatermistrza, szefa sztabu komendanta, a nawet zastępcy komendanta . Inni esesmani tytułowali go mianem Spiess. Odpowiadał za bieżące funkcjonowanie obozu. Podczas przyjmowania transportów znajdował się zazwyczaj na rampie kolejowej, gdzie – razem z Karlem Frenzlem – przeprowadzał selekcję nowo przybyłych ofiar, decydując kto zostanie przydzielony do komand roboczych, a kto skierowany wprost do komór gazowych. Wiosną 1943 roku otrzymał awans do stopnia SS-Oberscharführera.
Żydowscy więźniowie zgodnie uznawali Wagnera za najokrutniejszego i najbardziej niebezpiecznego esesmana w Sobiborze. Budził on strach także wśród innych Niemców oraz ukraińskich wachmanów . Wspomnienia i relacje ocalonych zawierają bardzo wiele opisów jego zbrodni. Świadkowie nie mieli przy tym wątpliwości, że maltretowanie i zabijanie Żydów sprawiało mu przyjemność . Nierzadko mordował swoje ofiary przy użyciu siekiery, łopaty lub wręcz gołymi rękoma . Jedną z jego ulubionych „rozrywek” miało być chwytanie małych dzieci za nogi i rzucanie nimi możliwie jak najdalej w kierunku wagoników obozowej kolejki wąskotorowej. Często przeprowadzał rewizje w barakach, karząc chłostą lub śmiercią więźniów przyłapanych na posiadaniu zakazanych przedmiotów. W 1943 roku założył „komando karne”, którego żaden członek nie ocalał. Aktywnie uczestniczył w egzekucjach, które w myśl zasady odpowiedzialności zbiorowej były przeprowadzane po ucieczkach z obozu. Lubił również upokarzać Żydów – pewnego razu miał zmusić grupę ortodoksyjnych wyznawców judaizmu, aby publicznie zjedli chleb w dniu postnym. Na jego rozkaz jeden z więźniów napisał piosenkę o życiu w obozie, którą pozostali Żydzi musieli później śpiewać przy różnych okazjach. Uczestnictwo w Zagładzie było dla niego okazją do osobistego wzbogacenia się. Filip Białowicz wspominał, że Wagner często zatrzymywał dla siebie kosztowności, które prowadzeni do komór gazowych Żydzi usiłowali zakopać w ziemi.

Był wysokim, przystojnym blondynem, czystym Aryjczykiem. W cywilu był bez wątpienia dobrze wychowanym, kulturalnym człowiekiem, w Sobiborze – dziką bestią. Jego żądza zabijania nie znała żadnych granic. Byłem świadkiem przerażających scen, które do dziś powracają do mnie w koszmarach. Widziałem jak wyrywał małe dzieci z objęć matek i rozrywał je gołymi rękoma. Widziałem jak zatłukł na śmierć dwóch mężczyzn, którzy nie wypełnili jego rozkazów właściwie, gdyż nie znali języka niemieckiego – relacja Mosze Bahira.

Wagner był postrachem więźniów nie tylko z powodu swego okrucieństwa, lecz także ze względu na swą inteligencję i czujność. Dzień wybuchu powstania w Sobiborze (14 października 1943) wybrano m.in. z uwagi na jego nieobecność w obozie, gdyż żydowscy konspiratorzy byli przekonani, że gdyby przebywał wtedy w Sobiborze, to bunt miałby niewielkie szanse na sukces.
Po buncie więźniów powrócił do obozu i przez kilka tygodni uczestniczył w pracach związanych z jego likwidacją. Na przełomie listopada i grudnia 1943 roku wraz z Karlem Frenzlem kierował egzekucją grupy Żydów, których przywieziono do Sobiboru z obozu w Treblince, aby pracowali przy wywózce mienia i urządzeń oraz przy wyburzaniu budynków i zacieraniu śladów ludobójstwa. Za służbę w Sobiborze odznaczono go Krzyżem Żelaznym.

### Dalsze losy

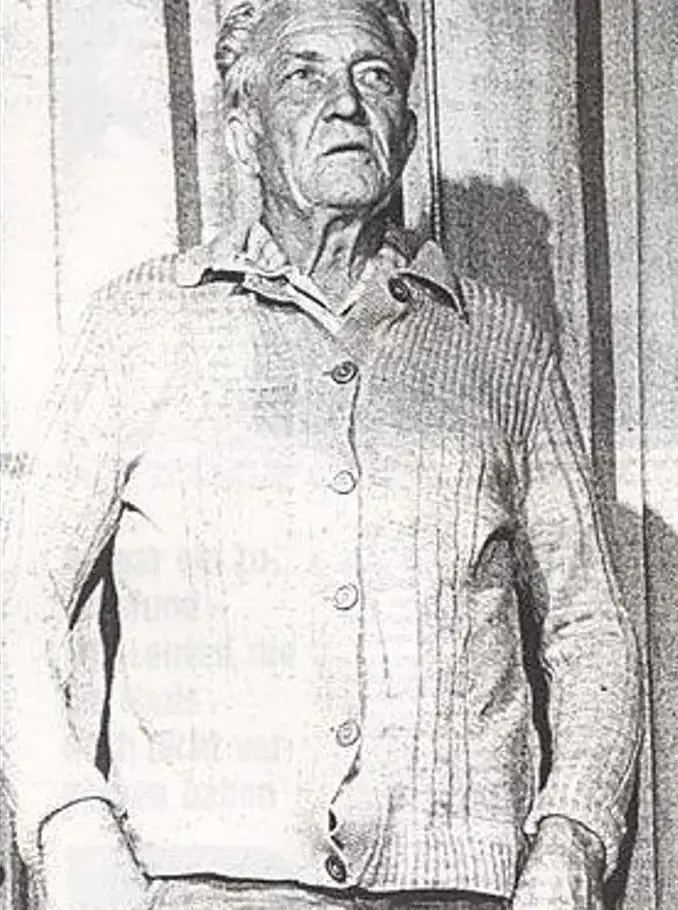
Wagner w podeszłym wieku

Po zlikwidowaniu obozu został podobnie jak większość weteranów akcji „Reinhardt” przeniesiony do Einsatz R operującej na wybrzeżu Adriatyku. Po zakończeniu wojny trafił do obozu dla internowanych w austriackim Glasenbach. Uciekł stamtąd wraz ze swoim byłym przełożonym z Sobiboru, Franzem Stanglem. Obaj zbiegli następnie do Włoch, skąd przy pomocy biskupa Aloisa Hudala przedostali się do Syrii. W 1950 roku Wagner wyemigrował do Brazylii. Przyjął nazwisko Günther Mendel i osiadł w miasteczku Atibaia nieopodal São Paulo.
W maju 1978 roku został wytropiony przez „łowcę nazistów” Szymona Wiesenthala. Gdy informacje o jego odnalezieniu przedostały się do brazylijskiej prasy, Wagner dobrowolnie zgłosił się na posterunek policji w São Paulo, aby prosić o przyznanie mu ochrony. Obawiał się bowiem, że podobnie jak Adolf Eichmann może zostać uprowadzony przez izraelski Mosad. Niedługo później na tym samym posterunku jego tożsamość potwierdził zamieszkały w Brazylii były więzień Sobiboru, Szlomo Szmajzner. W rezultacie Wagner został zatrzymany. Przez blisko rok był przetrzymywany w szpitalu psychiatrycznym nieopodal Brasilii . Nie przejawiał żadnych wyrzutów sumienia co do popełnionych przez siebie zbrodni. W wywiadzie dla telewizji BBC o swojej służbie w Sobiborze powiedział: 

Nie odczuwałem niczego, aczkolwiek na samym początku było inaczej. To była po prostu kolejna praca. Wieczorem nigdy o tym nie rozmawialiśmy, tylko piliśmy alkohol lub graliśmy w karty.

Wnioski o ekstradycję Wagnera złożyły rządy Polski Ludowej, Austrii, Izraela i Niemiec Zachodnich. Pierwsze trzy władze brazylijskie odrzuciły już na wstępie, uzasadniając to różnymi argumentami natury prawnej. Z kolei wniosek niemiecki – jedyny, który w świetle brazylijskiego prawa mógł zostać uznany za prawomocny – został ostatecznie odrzucony przez brazylijski Sąd Najwyższy z powodu błędu w maszynopisie. W czerwcu 1979 roku Wagner znalazł się na wolności. Na początku października 1980 roku został znaleziony martwy w swoim domu w Atibaia. Za oficjalną przyczynę jego śmierci władze brazylijskie uznały samobójstwo. Wiele przesłanek wskazuje jednak, że były w nią zamieszane osoby trzecie. Niewykluczone, że tą osobą mógł być wspomniany Szlomo Szmajzner.

## Film
Wagner jest jednym z głównych antagonistów w brytyjskim filmie telewizyjnym Ucieczka z Sobiboru z 1987 roku. W jego postać wcielił się Hartmut Becker.
Wagner jest także jednym z antagonistów w rosyjskim filmie Sobibór (ros. Собибор) z 2018 roku. W jego postać wcielił się Wolfgang Cerny.